# 蒙古—俄罗斯边界

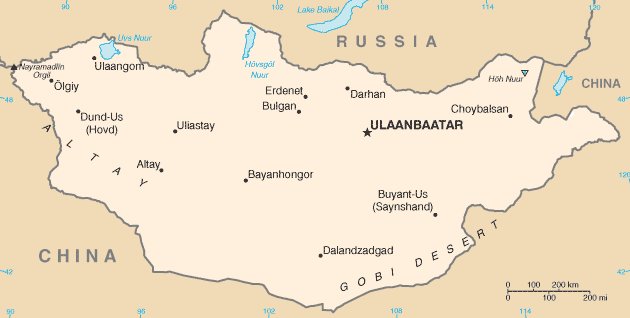
蒙古地图，北面就是俄罗斯

蒙古—俄罗斯边界是蒙古和俄罗斯之间的國界。它全长3,452公里。 这条边界是俄罗斯与其他国家之间第三长的边界，仅次于哈萨克斯坦—俄罗斯边界和中国—俄罗斯边界。
现今蒙古与俄罗斯的边界主要是根據恰克圖界約划定的，不過恰克圖界約簽訂時图瓦共和国依然是清朝的一部分。  1881年的伊犁條約簽訂後，清朝和俄羅斯帝國再次確認外蒙古、唐努烏梁海和俄羅斯帝國之間的邊界。
1911年辛亥革命爆發后，外蒙古独立。 俄罗斯趁機吞并了現今图瓦共和国所在的區域，現今的蒙古-俄罗斯边界就此形成。 